# Matthew Henson
Matthew Henson (Condado de Charles, Maryland, 8 de agosto de 1866 - 9 de marzo de 1955) fue un explorador estadounidense afroamericano, que fue el primero en llegar al Polo Norte junto con Robert Peary en 1909. Sin embargo, algunos estiman que el grupo de Peary se perdió en el polo y llegaron a unos 30 km de su objetivo. 
Escribió un libro sobre su expedición ártica (A Negro Explorer at the North Pole) en 1921 y luego, en colaboración con Bradley Robinson escribió su biografía Dark Companion en 1947 y "Al límite de nuestras vidas. La conquista del polo" escrita por Philippe Nessmann.
Durante sus expediciones, él y Peary tuvieron hijos con mujeres inuit, dos de los cuales fueron descubiertos por S. Allen Counter en una expedición a Groenlandia.
El 6 de abril de 1988, sus restos fueron llevados al Cementerio Nacional de Arlington e inhumados cerca del monumento de Peary.
Matthew Henson era sobrino bisnieto de Josiah Henson, un famoso esclavo fugitivo.
El nombre que los inuit dieron a Mathew Henson es Miy Paluk. Su nombre se ha hecho legendario entre los inuit quienes aún lo recuerdan, e incluso le deben a él un vocablo de su lengua "adulò", que es una voz con la que él despertaba a todos para ir a las grandes expediciones de caza, y aun lo usan en ese sentido, siendo una expresión que emplean para dar ánimo e infundir calor.
Fue él quien apoyó firmemente las expediciones y quien hizo posible afrontar los imprevistos por la rapidez con que aprendió las técnicas inuit.
Robert Peary escribió sobre él:

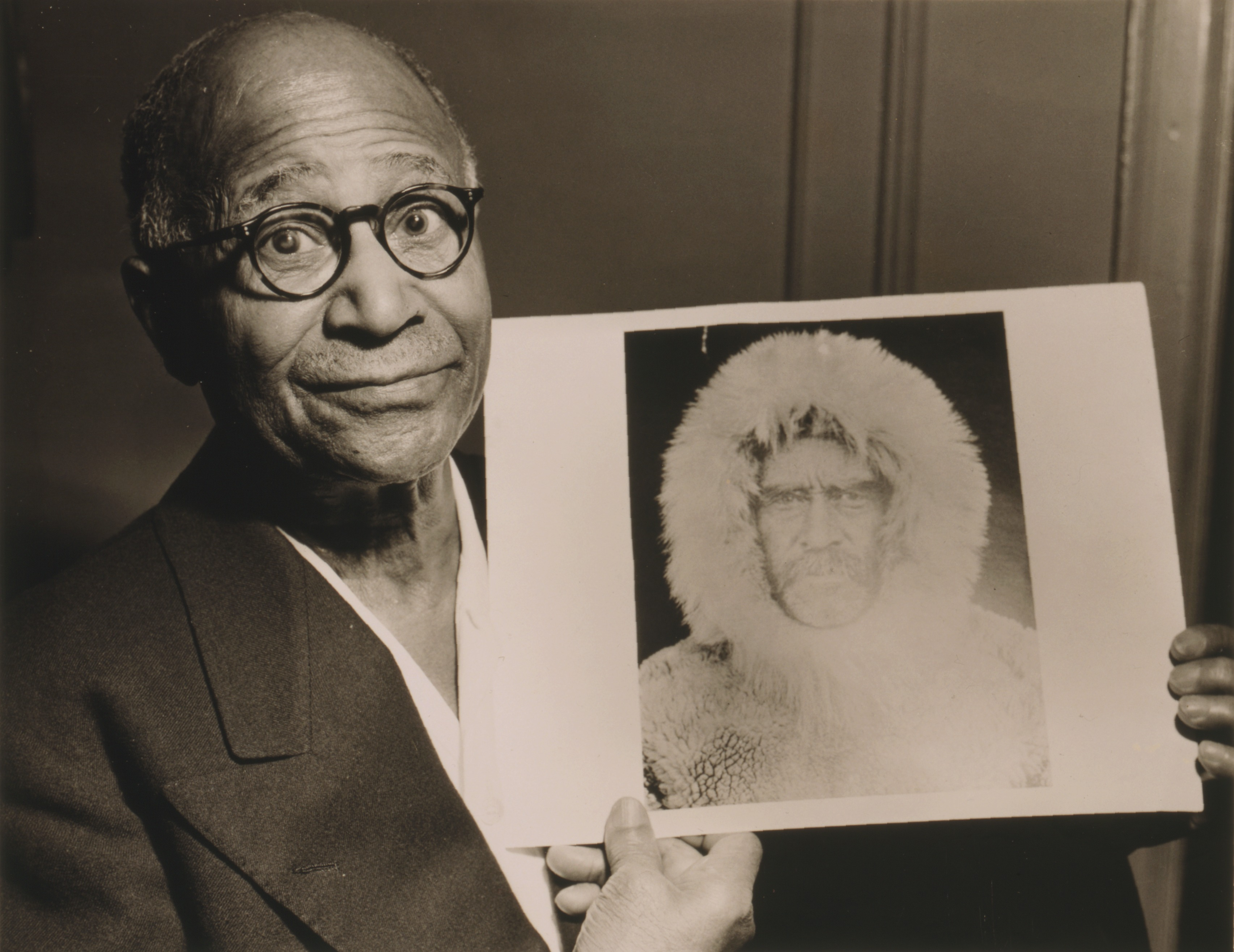
Matthew Henson en 1953 mostrando un retrato de Robert E. Peary.

Matthew A. Henderson, mi asistente negro, ha estado conmigo desempeñando distintas funciones desde mi segundo viaje a Nicaragua en 1887. Lo he llevado conmigo en cada una de mis expediciones al norte, excepto la primera, en 1886, y en casi todos mis viajes lejanos en trineo. Le di esta posición principalmente por su adaptabilidad y aptitud para el trabajo. En segundo lugar, por su lealtad. Él ha compartido todas las adversidades físicas de mi trabajo en el ártico. Tiene cerca de 40 años y puede maniobrar mejor el trineo, y es probablemente mejor guía de trineo con perros que cualquier otro hombre, excepto por algunos de los mejores cazadores esquimales.

## Controversias
Muchos historiadores aducen que debido a que era una persona negra y por su estatus de empleado de Peary, nunca alcanzó la fama de Peary en Norteamérica, donde el racismo aún era común.